# 白背算盘子
白背算盘子（学名：Glochidion wrightii）为大戟科算盘子属下的一个种。种名 wrightii 以19世纪美国生物学家Charles Wright的名字命名。